# ハニーストラップ
ハニーストラップ（Honey Strap）は、かつて存在した悪魔をモチーフとした日本のバーチャルYouTuberユニット。略称はハニスト。2023年3月21日付で774 inc.が運営するバーチャルYouTuber事務所『ななしいんく』に統合された。

## 概要
2018年7月11日にYouTubeでの活動を開始した。いちから株式会社が制作協力しており、同じく同社が制作協力している有閑喫茶あにまーれはライバルユニットにあたる。同年8月30日からはupd8に参加していた。2020年5月1日からは774 inc.に集約された。
2019年2月7日にオリジナル楽曲「ぶいちゅっばの歌」を各音楽サイトにて配信リリースし、iTunes Storeエレクトロニックチャートで1位を獲得した。
2023年3月19日、774inc.は2023年3月21日より全グループ・全所属タレントを統合し『ななしいんく』として1つになることが発表された。

## 背景設定
出典：
「Honey Strap -ハニーストラップ-」は北区赤羽に位置する「夜の喫茶店」である。そこでは妖麗な美女達が働いているが、その正体は悪魔の女王であり、店も魔界と繋がっている。
現在の魔界は財政難に陥っており、彼女達は自らの美貌を武器にこれを解決できないか画策した結果、人間を魅力で虜にし対価（愛）を受け取ろうという結論に至り、店を設立した。しかし、彼女達は女王故に気位がとても高く人間に媚び諂えなかったため、自尊心を保ちながらも目的のために日々悪戦苦闘している。

## メンバー
| 名前                                                 | 誕生日   | 尻尾の形   | 備考                             |
| ---------------------------------------------------- | -------- | ---------- | -------------------------------- |
| 周防パトラ（すおう パトラ、Patra）                   | 08月10日 | スペード   | 2023年5月9日にななしいんく退所。 |
| 蒼月エリ（そうげつ エリ、Eli）                       | 09月07日 | ダイヤ     | 2019年5月21日に引退。            |
| 島村シャルロット（しまむら シャルロット、Charlotte） | 06月25日 | クラブ     |                                  |
| 西園寺メアリ（さいおんじ メアリ、Mary）              | 11月22日 | ハート     |                                  |
| 堰代ミコ（せきしろ ミコ、Mico）                      | 03月05日 | ジョーカー |                                  |
| 灰猫ななし（はいねこ ななし）                        | 07月07日 | なし       |                                  |

## 出演

### テレビ番組
- のとく番〜アイは世界を繋ぐ〜（2018年12月1日、周防・蒼月・西園寺・堰代、BS日テレ、VTR・画像出演[注釈 2]）
- のばん組（2019年1月25日、周防、BS日テレ、VTR出演[13]）
- 超人女子戦士 ガリベンガーV（2020年4月2日、周防、テレビ朝日、ゲスト出演[14]）
- 超人女子戦士 ガリベンガーV（2020年8月6日、周防、テレビ朝日、ゲスト出演[15]）
- 超人女子戦士 ガリベンガーV（2020年11月5日、周防、テレビ朝日、ゲスト出演[16]）
- 超人女子戦士 ガリベンガーV（2021年3月4日、西園寺、テレビ朝日、ゲスト出演[17]）
- プロジェクトV（2021年10月29日、周防、日本テレビ、ゲスト出演[18]）
- 超人女子戦士 ガリベンガーV（2021年12月4日・12月11日、島村、テレビ朝日、ゲスト出演[19][20]）
- プロジェクトV（2021年12月29日、周防、日本テレビ、ゲスト出演[21]）
- プロジェクトV（2022年4月28日、島村・堰代、日本テレビ、ゲスト出演[22]）
- 超人女子戦士 ガリベンガーV（2022年4月28日、周防、テレビ朝日、ゲスト出演[23]）
- 超人女子戦士 ガリベンガーV（2022年5月12日、堰代、テレビ朝日、ゲスト出演[24]）

### ラジオ番組
- ミューコミVR（2022年11月20日、周防、ニッポン放送、ゲスト出演[25]）

### イベント開催

#### 2019年
- Honey Feast 1杯目 - ハニーハウスへようこそ! - （7月15日、出演：周防・島村・西園寺・堰代、東京、名古屋、大阪[26]）
- PatLive 〜 GALAXY LOVE ずっとずっと大好き!〜 （10月19日、出演：周防[27]）
- 島村建設株式会社 社員集合!緊急招集会議!（11月4日 秋葉原エンタス、SPWN）島村[28]
- Mary's YOPPARTY!（11月24日 スリーモンキーズカフェ 秋葉原店、pure White、SPWN）西園寺[29]
- 夜色の目for Mico-Responsive-（12月8日、出演：堰代、会場:コスモプラネタリウム渋谷[30]）
- Honey Feast 2杯目 - おかえりなさい!靴はそろえて上がってね - （12月22日、出演：周防・島村・西園寺・堰代、会場:東京、大阪、ライブビューイング:名古屋、横浜、札幌[31]）

#### 2020年
- V×R GAME ーナゾトキバレンタインー（2月7日 ラゾーナ川崎）周防・西園寺・堰代・島村[32]
- アニゲーフェス2020 in NAGOYA VTuberステージDAY2（2月16日 ポートメッセなごや 第1展示館）周防・西園寺・堰代・島村[33]
- PatLive2 〜 CYBER LOVE あなたとつながりたい 〜 （8月29日、出演：周防、有料配信SPWN）[34]
- ななしふぇす どぅーいっと『第4部・ハニストと どぅーいっと!』（12月19日、SPWN[35]）

#### 2021年
- PatMico in WonderLand（4月29日、出演：周防・堰代、SPWN[36]、2020年5月31日からの振り替え開催[37]）
- Honey Feast 3杯目 -飲み物は何がいいかしら?-（7月10日 SPWN）周防・西園寺・堰代・島村[38]

#### 2022年
- Patra Suou 3rd Live PatLive - AKIBA PaRaDe -（5月22日、SPWN）周防[39]
- Honey Feast 4杯目 -今日は何して遊ぼうか？-（7月23日 SPWN）周防・西園寺・堰代・島村[40]
- ななしふぇす2022"JUMP!"（12月3日 立川ステージガーデン、SPWN）周防・西園寺・堰代・島村[41][42]

### イベント参加

#### 2018年
- Count0（12月31日、VR SPARC、イオンシネマ）周防・蒼月[43]

#### 2019年
- ニコニコ超会議2019 LIVE DAM STADIUM カラオケステージ（4月28日）周防・西園寺・蒼月・堰代・島村[44]
- Vtuberland2019 〜upd8 week〜 ホールイベント第1部（9月14日 よみうりランド）周防・西園寺・堰代・島村[45]

#### 2020年
- TOKYO IDOL FESTIVAL 2020 バーチャルTIF Day3（10月4日 TIF LIVE STREAM）周防・西園寺・堰代・島村[46]

#### 2021年
- ガリベンガーV 2年記念イベント（4月29日 EXシアター六本木、テレ朝動画）VTR出演：周防[47]
- TUBEOUT!FES -2021 SUMMER-（8月29日 SPWN）周防・西園寺・堰代・島村[48]
- TOKYO IDOL FESTIVAL 2021 Day3（10月3日 配信限定ステージ）周防・西園寺・堰代・島村[49]
- バーチャルユニットフェス「VILLS」vol.3 Day1（12月18日 SPWN）周防・島村[50]
- TUBEOUT!FES -2021 WINTER-（12月28日 SPWN）周防・西園寺・堰代・島村[51]

#### 2022年
- ガリベンガーV 3周年記念イベント（2月20日 豊洲PIT、テレ朝動画）ゲスト出演：周防[52]
- VTuber Fes Japan 2022（4月29日 幕張メッセ、ニコニコ動画）周防、堰代[53]
- Summer Voyage!!（7月2日 SPWN、ニコニコ動画）周防、島村[54]

## タイアップ
- VTuber図鑑 upd8ver. - オーダーメイドはんこ[55]
- VTuberチップス2（2020年6月29日 eStream） 周防・西園寺・堰代・島村[56]
- FamilyMartVision（2022年6月28日 ファミリーマート） 周防パトラ[57]
- D4DJ Groovy Mix（2022年7月8日 - 7月29日 ブシロード）楽曲提供、ゲーム内コラボイベント[58]
- SOUND VOLTEX（2022年8月10日 KONAMI）楽曲提供[59]
- 大阪駅桜橋口の地下通路交通広告（2022年8月15日～8月28日 JR西日本）周防・西園寺・堰代・島村[60]

## ディスコグラフィ

### シングル
| 名義             | タイトル                                       | 発売日         | 規格     |
| ---------------- | ---------------------------------------------- | -------------- | -------- |
| 周防パトラ       | ぶいちゅっばの歌                               | 2019年2月7日   | 音楽配信 |
| 蒼月エリ         | 蒼い蝶                                         | 2019年2月21日  | 音楽配信 |
| ハニーストラップ | Honey Daze                                     | 2019年2月28日  | 音楽配信 |
| ハニーストラップ | 星降るメモリー                                 | 2019年7月16日  | 音楽配信 |
| 周防パトラ       | シュガーホリック                               | 2019年10月14日 | 音楽配信 |
| 島村シャルロット | トリミングアイランド                           | 2019年11月4日  | 音楽配信 |
| 西園寺メアリ     | メアリサンバ                                   | 2019年11月17日 | 音楽配信 |
| 堰代ミコ         | ミドリなリンゴ                                 | 2019年12月7日  | 音楽配信 |
| ハニーストラップ | Long Long Long Time                            | 2019年12月21日 | 音楽配信 |
| ハニーストラップ | キラメキスプリンクル                           | 2020年7月26日  | 音楽配信 |
| ハニーストラップ | Piece of Darkness                              | 2020年7月26日  | 音楽配信 |
| ハニーストラップ | 小悪魔Cheek                                    | 2021年5月29日  | 音楽配信 |
| 周防パトラ       | イミグレーション（feat. Yunomi）               | 2021年8月11日  | 音楽配信 |
| ハニーストラップ | 夏桜                                           | 2021年11月22日 | 音楽配信 |
| 周防パトラ       | ガーリッシュニューゲーム                       | 2022年5月22日  | 音楽配信 |
| ハニーストラップ | 新装開店ハニーストラップ                       | 2022年7月7日   | 音楽配信 |
| ハニーストラップ | Family Role                                    | 2022年7月22日  | 音楽配信 |
| 周防パトラ       | 偉大なる悪魔は実は大天使パトラちゃん様なのだ！ | 2022年8月10日  | 音楽配信 |

### その他
- ゲーム「にじさんじのタイプ診断」 周防パトラ BGM「JKと会話できるBGM」[81]